# بيدرو سيبالوس
بيدرو سيبالوس (بالإسبانية: Pedro Ceballos) هو مصارع رياضي فنزويلي، ولد في 8 سبتمبر 1990 في سان‌ فرناندو دي أبوري في فنزويلا.

## وصلات خارجية
- بيدرو سيبالوس على موقع قاعدة بيانات المصارعة الدولية (الإنجليزية)
- بيدرو سيبالوس على موقع أوليمبيديا (الإنجليزية)